# Cheiracanthium kakamega
Cheiracanthium kakamega – gatunek pająka z rodziny zbrojnikowatych. Endemiczny dla Kenii.
Gatunek ten opisany został po raz pierwszy w 2015 roku przez Leona N. Lotza na łamach „Zootaxa”. Jako lokalizację typową wskazano Las Kakamega w kenijskim hrabstwie Kakamega. Epitet gatunkowy pochodzi od lokalizacji typowej.
Samiec ma ciało długości 6,7 mm przy karapaksie długości 3,1 mm i szerokości 2,3 mm. Szczękoczułki samca są przysadziste, o sześciu różnej wielkości zębach na krawędzi bruzdy i długich pazurach jadowych. Opistosoma (odwłok) samca jest kremowożółta ze słabo zaznaczonym znakiem nad sercem. Nogogłaszczki samca mają dwukrotnie dłuższe od goleni cymbium z zaostrzoną odsiebnie apofizą, pojedynczo u szczytu zakończone apofizy retrolateralną i dorsolateralną goleni, zesklerotyzowaną i bardzo szeroką apofizę tegularną, długi i niemal otaczający tegulum embolus oraz wyraźnie widoczny, acz niezesklerotyzowany konduktor.
Pająk afrotropikalny, endemiczny dla Kenii, znany wyłącznie z lokalizacji typowej.